# غيرهارد شاخت
غيرهارد شاخت (من مواليد 6 أبريل 1916 في برلين شتجليتز بالقرب من برلين؛ وتوفي في 7 فبراير 1972 في دورتموند) كان ملحقًا عسكريًا ألمانيًا وعقيدًا وحاملًا لوسام الفارس الصليبي الحديدي.